# Los cuclillos de Midwich
Los cuclillos de Midwich o Los cucos de Midwich es una novela de ciencia ficción escrita por el autor inglés John Wyndham y publicada en 1957. Se ha adaptado al cine en dos ocasiones, con el título de El pueblo de los malditos, en 1960 y 1995.

## Argumento
Las ambulancias llegan a dos accidentes de tráfico que bloquean las carreteras del pueblo  británico (ficticio) de Midwich, Winshire. Cuando intentan acercarse a la aldea, un paramédico pierde el conocimiento. Ante la sospecha de intoxicación por gas, el ejército es notificado. Descubren que un canario enjaulado pierde el conocimiento al entrar en la región afectada, pero recupera la conciencia cuando se le retira. Otros experimentos revelan que la región es un hemisferio con un diámetro de 2 millas (3.2 km) alrededor de la aldea. La fotografía aérea muestra un objeto plateado no identificable en el suelo en el centro de la zona afectada. 
Después de un día, el efecto se desvanece junto con el objeto no identificado, y los habitantes del pueblo se despiertan sin efectos adversos aparentes. Algunos meses más tarde, los aldeanos se dan cuenta de que cada mujer en edad fértil está embarazada, con todos los indicios de que los embarazos fueron causados por xenogénesis durante el período de inconsciencia que se refiere como el "Día Negro". 
Cuando nacen los 31 niños y las 30 niñas, parecen normales, excepto por sus inusuales ojos dorados, cabello rubio claro y piel pálida y plateada. Estos niños no tienen ninguna de las características genéticas de sus padres. A medida que crecen, se hace cada vez más evidente que no son, al menos en algunos aspectos, humanos. Poseen habilidades telepáticas, y pueden controlar las acciones de otros. Los Niños (se les conoce con C mayúscula) tienen dos grupos mentales distintos: una para los chicos y otra para las chicas. Su desarrollo físico se acelera en comparación con la de los humanos; al llegar a la edad de nueve años, que parecen ser de dieciséis años de edad. 
Los Niños se protegen tanto como sea posible usando una forma de control mental. Un joven que golpea accidentalmente a un niño en la cadera mientras conduce es forzado a conducir hacia una pared y matarse. Un toro que persiguió a Los Niños es guiado a un estanque para que se ahogue. Los habitantes del pueblo forman una turba y tratan de incendiar la Midwich Grange, donde a los niños se les enseña y viven, pero los niños hacen que los aldeanos se ataquen unos a otros. 
El departamento de Inteligencia Militar descubre que el mismo fenómeno se ha producido en otras cuatro partes del mundo, incluyendo un asentamiento Inuit en el Ártico canadiense, un pequeño municipio en el Territorio del Norte de Australia, un pueblo mongol y la ciudad de Gizhinsk en el este de Rusia, al noreste de Okhotsk. Los Inuit mataron a los niños recién nacidos, sintiendo que no eran los suyos, y los mongoles mataron a los niños y sus madres. Los bebés australianos habían muerto a las pocas semanas, lo que sugiere que algo pudo ir mal con el proceso de xenogénesis. La ciudad rusa fue destruida recientemente por el gobierno soviético, usando "por accidente"  por un "cañón atómico" con un rango de 50 a 60 millas. 
Los niños son conscientes de la amenaza en contra de ellos, y usan su poder para evitar que cualquier avion sobrevuele el pueblo. Durante una entrevista con un oficial de la inteligencia militar, Los Niños explican que para resolver el problema deben ser destruidos. Explican que no es posible matarlos a menos que toda la aldea sea bombardeada, lo que resulta en la muerte de civiles. Los niños presentan un ultimátum: quieren migrar a un lugar seguro, donde puedan vivir sanos y salvos. Exigen aviones del gobierno. 
Un anciano y educado residente de Midwich (Gordon Zellaby) se da cuenta de los niños deben ser eliminados lo antes posible. Como sólo le quedan unas pocas semanas para vivir debido a una enfermedad del corazón, se siente en la obligación de hacer algo. Se ha desempeñado como profesor y mentor de Los Niños y ellos lo recompensan con afecto, más que a cualquier otro humano, ya que le permiten acercarse más que a los demás. Una noche, él - aprovechando la confianza que le tenían - esconde una bomba en su equipo de proyección, mientras que muestra a los niños una película sobre las islas griegas. Por ende matandose a sí mismo y a todos los niños.

## Personajes principales
Gordon Zellaby
un hombre académicamente demente.
Richard Gayford
un escritor publicado y el narrador.
Bernard Westcott
el intermediario entre Midwich y los militares.

## Título
El «cuclillo» en el título de la novela es en referencia a las aves, de las cuales cerca de 60 especies incuban como parásitos, poniendo sus huevos en los nidos de otras aves. Estas especies se denominan específicamente parásitos de puesta, en el que solo se reproducen de esta manera, el ejemplo más conocido es el cuco común. El huevo del cuco eclosiona antes que el del anfitrión, y la cría de cuco crece más rápido; en la mayoría de los casos la cría de cuco echa del nido a los huevos y a las crías de la especie hospedadora, haciendo al mismo tiempo que el anfitrión adulto la alimente seguir el ritmo de su alta tasa de crecimiento.

## Recepción y crítica
Floyd C. Gale, columnista del Galaxy Science Fiction, en una crítica de la edición original en 1958, elogió la novela como «una historia de invasión fuera de lo usual y bien escrita». Thomas M. Wagner, de SFReviews.net, concluyó en 2004 que la novela «sigue siendo una excelente lectura a pesar de algunos elementos obviamente anticuados». Damon Knight, sin embargo, escribió en 1967 que el tratamiento novelístico de Wyndham «es muy serio y, lamento decirlo, mortalmente aburrido… sobre la página 90, la historia comienza a empantanarse bajo capas de moderación educada, sentimentalismo, letargo y masoquismo de revista femenina, y no vuelve a levantar cabeza en mucho tiempo». La escritora Christina Hardyment, escribiendo en The Times en 2008, comentó que el libro tuvo aún más impacto en una era de «experimentación genética» que en la década de 1950.
El dramaturgo Dan Rebellato, escribiendo en The Guardian en 2010, calificó a Wyndham como probablemente el autor británico de ciencia ficción más exitoso desde H. G. Wells y sus libros tan familiares que la gente no los estudia en profundidad. En opinión de Rebellato, Los cuclillos de Midwich era, al releerla, «una novela inquisitiva de ambigüedades morales donde una vez sólo había visto un suspense de ciencia ficción inventivo pero simple», un libro que cuestionaba las suposiciones de su personaje narrador. Trataba, argumentó, de la lucha entre hombres y mujeres al menos tanto como entre personas y extraterrestres, abordando la violación, el aborto, el parto y la maternidad, con un subtexto mucho más sutil que la brusca historia del narrador. Rebellato también observó que Wyndham estaba escribiendo en la década de 1950 bajo la censura del lord chambelán por obscenidad, por lo que su uso de «desorientación, subtexto, ironía y ambigüedad» fue necesario para permitir la publicación de su discusión sobre la sexualidad. Rebellato aborda también la crítica del escritor de ciencia ficción de la Nueva Ola Brian W. Aldiss a los libros de Wyndham como «catástrofes acogedoras»; en opinión de Rebellato, las historias pueden parecer así, pero son «sorprendentemente poco heroicas» y a menudo con final abierto, aunque en el fondo son «muy incómodas, persistentemente inquietantes», planteando preguntas profundas sobre los límites de la cultura occidental.
La novelista Margaret Atwood, escribiendo en la revista Slate en 2015, comentó que en su opinión, Los cuclillos de Midwich fue su obra maestra, vendiéndose muy bien, «catástrofes acogedoras» o no, aunque observó que «también se podría llamar a la Segunda Guerra Mundial, de la cual Wyndham era veterano, una guerra “acogedora” porque no todos murieron en ella». También señaló que, al igual que los niños de Las crisálidas, los niños cuco utilizan sus habilidades especiales para ayudarse unos a otros y que Wyndham nunca se decidió sobre la cuestión moral de si sería bueno saber lo que otras personas estaban pensando.

## Adaptaciones

### Libros
Wyndham comenzó a trabajar en una novela secuela, Midwich principal, que abandonó después de sólo unos pocos capítulos.

### Películas y series
- El pueblo de los malditos (1960), película dirigida por Wolf Rilla
- Children of the Damned (1964), película dirigida por Anton Leader
- Un remake Metro-Goldwyn-Mayer cuyo rodaje debía de haber comenzado en 1981 fue cancelada. Christopher Wood estaba escribiendo el guion para el productor Lawrence P. Bachmann cuando el Gremio de Escritores de América se declararon en huelga a principios de ese año por tres meses.
- El 1994 Tailandés película Kawao Thi explosión Phleng (Cucos en Bangpleng) es una versión traducida de la historia. Se basaba en una novela 1989 por el escritor y político tailandés, Kukrit Pramoj, que se basa claramente en grandes préstamos no atribuidas del libro de Wyndham. La versión tailandesa tiene diferencias debido a la confrontación entre las inteligencias extraterrestres y la filosofía budista.
- El pueblo de los malditos (1995), película dirigida por John Carpenter
- El pueblo de los malditos (2022), miniserie dirigida por Alice Troughton, Jennifer Perrott y Börkur Sigþórsson

### Radio
La novela fue adaptada por William Ingram en tres episodios de 30 minutos para el Servicio Mundial de la BBC, primero transmitido entre el 9 y el 23 de diciembre de 1982 fue dirigida por Gordon House, con música de Roger Limb de la BBC Radiofónica taller, y el elenco incluye: 
- Charles Kay - Bernard Westcott 
- William Gaunt - Richard Gayford 
- Rosalynd Adams - Janet Gayford 
- Manning Wilson - Gordon Zellaby 
- Pauline Yates - Angela Zellaby 
- Jenny Quayle - Ferelleyn Zellaby 
- Gordon Dulieu - Alan Hughes 
- Jill Lidstone y Rosalynd Adams - Niños
Esta versión se repite regularmente en la BBC Radio 4 Extra. 
Una adaptación de Dan Ribellato en dos episodios de 60 minutos para la BBC Radio 4 fue transmitido primero entre el 30 de noviembre y 7 de diciembre de 2003, fue dirigida por Polly Thomas, con música de Chris Madin, y el elenco incluye: 
- Bill Nighy - Richard Gayford 
- Sarah Parish - Janet Gayford 
- Clive Merrison - Gordon Zellaby 
- Katherine Tozer - Ferelleyn Zellaby 
- Nicholas R Bailey - Alan Hughes 
- Casey O'Brien - William 
- Mariella Brown - Angela 
Una versión en CD de este sistema fue lanzado por la BBC Audiobooks durante el año 2007.  
En Chile, en la década de los 80, el chileno Juan Bautista Marino Cabello (1920-2007), hizo una versión radioteatralizada de esta historia, basándose en el libro y en la película. La títuló como "El Pueblo de los Malditos". Para ello, narra el radiocuento homónimo utilizando su alter ego que lo hizo famoso en toda Hispanoamérica: "El Siniestro Doctor Mortis". Se editó en dos capítulos magistralmente interpretados por excelentes actores chilenos.

## Alusiones / referencias en otros trabajos
Los Cuclillos de Stepford, un grupo de personajes de la nueva X-Men, se inspiraron en parte por los cuclillos de Midwich. 
El oro en el establecimiento eran un trío de personajes con aspecto de adultos Midwich cucos. 
En el episodio de Los Simpson, 'Wild Barts no puede ser quebrantada ", los niños van a ver una película titulada' El Bloodening ', una parodia de Village of the Damned. Los niños de la película se parecen a los de la adaptación de la película de Los Cucos de Midwich. 
The Children Befort del anime Fantastic Children también se inspiraron en Los Cucos de Midwich. 
"1440 Cuco" es una canción compuesta en 2006 por el cantante británico / compositor Pete Doherty y fue inspirado por el número de serie de la edición de Penguin de la novela que leyó Doherty mientras que en la rehabilitación en el priorato en Londres. 
En Smallville, el episodio 9 de la temporada 3, titulado "Asylum" (2004), uno de los personajes está leyendo "Los cuclillos de Midwich", que demuestra ser predictivo de la naturaleza de ese personaje. 
En el libro de Catherine Jinks, Evil Genius, los maestros de la protagonista, Cadel, especulan sobre la posibilidad de su parecido físico con los niños en Los Cucos de Midwich. 
La trama de escarabajo en el Hormiguero, una novela por Arkady y Boris Strugatsky, tiene algunas similitudes. Autoridades de la Tierra tienen un gran temor sobre el grupo de los niños expósitos, alega ser espías Wanderers 'y probablemente incluso no humana. Estos niños fueron trasladados fuera de la Tierra por una orden secreta del gobierno, pero más tarde uno de ellos regresaron a la Tierra y fue asesinado por el servicio de seguridad de la Tierra. 
Los FreakAngels webcomic semanal, escrita por Warren Ellis e ilustrado por Paul Duffield, se basa también en cierta medida de los cucos de Midwich. Retrata a personajes de un tipo similar que han crecido en la edad adulta.
En 1964 la novela de Elizabeth Bowen, Las Niñas, un personaje observa malestar por el inminente nacimiento de su nieto de otro; señala que el hombre está aterrorizado de los niños, y con tristeza se arrepiente de haber le prestó El Midwich cucos como sigue: «Frank de terror que algunos raza hostil, que saldrá a la de conducir a todos los demás, es en cualquier momento va a empezar a nacer "(Las niñas, 229). Este pasaje ha sido interpretado como la representación de las angustias de la guerra fría. 
Para el videojuego Silent Hill, la escuela primaria local se llama Escuela Primaria Midwich. 
Silent Hill: Shattered Memories introduce Midwich High School secundaria. Equipo de fútbol de la escuela se llama los cucos, y su fundador se llama John Wyndham. 
En Corazones en la Atlántida, una novela de Stephen King, la película basada en la novela es referido por Bobby Garfield, uno de los protagonistas de la novela. 
La canción "hijos de los malditos" del "número de la bestia (álbum)" álbum de la banda de Heavy Metal Iron Maiden está inspirada en parte por "Los cucos de Midwich". 
'Coronación Gloria', la cerveza de ficción sirve en todos los pubs en 2013 la película de Edgar Wright Fin del Mundo es elaborada por la igualmente ficticia Winshire Brewery, el nombre de la comarca en la novela.